# Frederik Schyberg
Frederik Leth Schyberg (født 4. december 1905 i København, død 10. august 1950 i Ordrup) var en dansk forfatter og litteratur- og teaterkritiker, søn af Robert Schyberg.
Han blev mag. art. i litteraturhistorie i 1928 og blev herefter ansat ved Dagens Nyheder som kritiker. Han blev dr. phil. i 1933 og i 1934 ansat på Berlingske Tidende, men skiftede til dagbladet Politiken i 1937, hvor han blev resten af sit liv.
Han udsendte bogen Moderne amerikansk litteratur i 1930, Dansk Teaterkritik i 1937, Ti års teater i 1939 og Teatret i krig i 1949 og var gennem sit liv medlem af en række bestyrelser. I 1950 skulle han udnævnes til professor i dramaturgi ved Københavns Universitet, men nåede ikke at tiltræde stillingen. Posthumt blev bogen Skuespillerens kunst (1954) og biografisamlingen Danske skuespillerportrætter (1959) udsendt.
Han var en overgang gift med skuespillerinden Nina Kalckar.